# 이탈리아 좌파
이탈리아 좌파(이탈리아어: Sinistra Italiana 시니스트라 이탈리아나[*], SI)는 이탈리아의 2017년 2월 창당된 민주사회주의 정당이다. 자유와 평등에 소속되어있고, 이탈리아 재건공산당과는 선거동맹을 맺고있다. 대의원에 3석(0.46%), 상원에 1석(0.32%)을 보유하고있다. 이탈리아의 수많은 군소정당중에 하나로 실질적으로 중앙 정치에는 거의 영향을 끼치지 못하나, 현재 이탈리아 대의원의 원내정당에서는 가장 좌익적인 축에 속하는 정당이다. 이탈리아 좌파는 현재 유럽 좌파당에 옵저버로 참여하고있다. 2019년 유럽의회 선거에서는 2곳의 기초단체에서 승리했으며 한석의 의석도 얻지 못했다. 그러나 2명의 유럽의회 의원이 입당하여 현재 유럽의회에는 2석의 의석을 보유하고있다. 이탈리아 좌파는 2019년 8월 21일 오성운동과 민주당을 중심으로 한 연정에 참여하여 집권여당이 되었다.

## 역사
이탈리아의 전 총리였던 민주당 출신의 마테오 렌치는 과거에는 이념적으로 사회민주주의에 가까운 정치인이었으나 2003년 이후부터는 토니 블레어의 신중도 노선과 제3의 길을 주장하며 좌파속의 우파 등을 천명하던 민주당 당내 우파에 해당하는 인물이 되었다. 따라서 민주당 당내 좌파세력은 이러한 마테오 렌치의 우경화 노력에 반발하였다. 특히 2015년, 스페인에서 민주사회주의 정당인 포데모스(Podemos)가 급부상한 것은 이들로 하여금 민주당의 내부 분열을 자극시켰다. 엔리코 레타 내각 하에서 부총리를 맡았던 스테파노 파시나는 2015년 마테오 렌치의 이러한 행동을 비판하며 탈당해 중도좌파 성향의 야당인 좌파생태해방당(Sinistra Ecologia Libertà)을 창당하였다. 이어서 이탈리아 민주당의 여러 당내 좌파 인사들이 탈당해 좌파를 향해 미래로(Futuro a Sinistra, 2015년 7월 창당), 베네치아 좌파당(Sinistra Veneta, 2015년 3월 창당)등의 당을 창당하였다.
좌파생태해방당을 중심으로 해 2015년부터 2017년까지 분열된 중도좌파 내지는 좌파 성향의 정당들을 통합하려는 노력이 여러번 있어왔다. 2015년 11월, 이탈리아 상원의원 3명이 새로운 노동자 정당을 창당해야한다는 선언문을 발표하였다. 뒤이어 5명의 유럽의회 의원 및 상원의원들도 이 선언에 동참하였다. 이 선언문은 이탈리아 민주당의 돌연변이적 변화(우경화)는 돌이킬수 없는 수준으로 진행되었으므로 민주당을 탈당해 진정한 노동자들의 정당을 창당해야한다는 내용으로 구성되어있었다. 2016년 2월, 여러 좌파정당들의 대표자들은 로마에서 비공식적으로 이탈리아 좌파를 출범시켰다. 2016년 지방선거에서 이탈리아 좌파(SI) 출신으로 출마한 여러 후보자들은 의미있는 성과들을 올렸다. 플로렌스 근교의 중소도시인 세스토피오렌치오(Sesto Fiorentino)의 시의회 선거에서 17.5%를 득표했고 시장 선거에서는 65% 이상의 득표를 얻어 압승하였다. 2016년 12월, 좌파생태해방당은 공식적으로 창당될 이탈리아 좌파에 참여하기 위해 당을 해체하였다.
2017년 2월 24일 이탈리아 좌파가 공식적으로 이탈리아 선거관리위원회에 등록되었고 니콜라 피오차이오니가 새 의장으로 선출되었다. 2017년 6월 24일, 이탈리아 좌파는 옵저버 자격으로 유럽 좌파당에 가입하였다. 2018년 총선거를 앞두고 이탈리아 좌파는 여러 좌파 정당들의 연합체인 자유와 평등에 가입하였다. 비록 선거에서 자유와 평등의 득표율은 예상치보다 크게 부진한 결과를 얻었지만, 하원에서 3명의 의원을 배출하였다. 2019년 유럽의회 선거에서 이탈리아 좌파는 중도좌파 성향의 사회민주주의 정당들과 갈등하다가 결국 자유와 평등에서 탈퇴하였고 이탈리아 재건공산당과 함께 좌파당을 창당했다. 2019년 선거에서 좌파당은 2곳의 기초단체에서 승리하였으나 모든 의석을 잃었다.

### 역대 당직자
- 총서기: 니콜라 피오차이오니 (2017 ~ 2019)
- 의장: 라우라 로리 (2017 ~ 2019), 클라우디오 그라시 (2019 ~ )
- 대의원 원내대표: 아르투로 스코토 (2015 ~ 2017), 귈리오 마르콘 (2017 ~ )
- 상원 원내대표: 로레다나 데 페트리스 (2016 ~ )

## 참여 정당
| 참여정당 | 참여정당                 | 주요 이념    | 리더                |
| -------- | ------------------------ | ------------ | ------------------- |
|          | 좌파생태해방당 (SEL)     | 생태사회주의 | 니치 벤돌라         |
|          | 좌파를 향해 미래로 (FaS) | 사회민주주의 | 스테파노 파시나     |
|          | 베네치아 좌파당 (SV)     | 공산주의     | 피에트라겔로 페타노 |

이탈리아 좌파에는 총 3개의 정당이 참여하였다. 좌익 성향의 좌파생태해방당이 중심이 되어, 사민주의 정당인 좌파를 향해 미래로와, 베네치아의 지역정당인 베네치아 좌파당이 참여했다. 이 이외에도 이탈리아 재건공산당과 민주당의 인사 몇명이 참여하였다. 청소년 단체중에서는 체제 변화 행동(ACT! Agire Costruire Trasformare)이 정당에 동참하였다. 이탈리아 재건공산당은 정당에 참여하지는 않았으나, 이 정당과 공식적으로 동맹을 맺은 상태이다.

## 이념
이탈리아 좌파는 메니페스토에서 개혁주의와 혁명주의의 경계를 나누지 말아야한다고 주장하였다. 이 정당은 케인스주의를 옹호하며 신자유주의에 대해 반대한다. 이탈리아 좌파의 경제고문은 노벨경제학상을 수상한 미국의 경제학자 조지프 스티글리츠이며, 그는 포데모스와 시리자의 고문으로도 잘 알려져 있다. 당 창립자인 파시나는 또한 독일에 지나치게 유리한 유로존 현상을 비판하며 적극 수정될 필요가 있다고 주장했다.

## 역대 선거 결과
| 역대 총선 결과 | 역대 총선 결과 | 역대 총선 결과 | 역대 총선 결과 | 역대 총선 결과 | 역대 총선 결과       |
| 선거           | 대의원 결과    | 대의원 결과    | 상원 결과      | 상원 결과      | 비고                 |
| 선거           | 당선자         | 득표율         | 당선자         | 득표율         | 비고                 |
| -------------- | -------------- | -------------- | -------------- | -------------- | -------------------- |
| 2018년         | 3 / 630        | 3.4%           | 1 / 315        | 3.3%           | 자유와 평등으로 참여 |

| 역대 유럽의회 선거 결과 | 역대 유럽의회 선거 결과 | 역대 유럽의회 선거 결과 | 역대 유럽의회 선거 결과 | 역대 유럽의회 선거 결과    | 역대 유럽의회 선거 결과 |
| 선거                    | 소속 정당               | 당선자                  | 득표율                  | 비고                       |                         |
| ----------------------- | ----------------------- | ----------------------- | ----------------------- | -------------------------- | ----------------------- |
| 2019년                  | 유럽 좌파당             | 0 / 76                  | 1.75%                   | 이탈리아 재건공산당과 연합 |                         |

| 지역의회 선거 결과 | 지역의회 선거 결과 | 지역의회 선거 결과 | 지역의회 선거 결과   |
| 선거               | 지역               | 당선자             | 비고                 |
| ------------------ | ------------------ | ------------------ | -------------------- |
| 2014년             | 피에몬테주         | 2 / 50             |                      |
| 2018년             | 베네치아주         | 1 / 49             | 자유와 평등으로 참여 |
| 2014년             | 로마냐주           | 2 / 50             |                      |
| 2015년             | 리구리아주         | 1 / 32             | 자유와 평등으로 참여 |
| 2015년             | 토스카나주         | 2 / 41             | 자유와 평등으로 참여 |
| 2015년             | 움브리아주         | 1 / 20             |                      |
| 2018년             | 라치오주           | 1 / 51             | 자유와 평등으로 참여 |
| 2018년             | 풀리아주           | 4 / 51             |                      |
| 2015년             | 칼라브리아주       | 1 / 30             | 자유와 평등으로 참여 |
| 2016년             | 사르데냐주         | 4 / 60             |                      |

## 갤러리

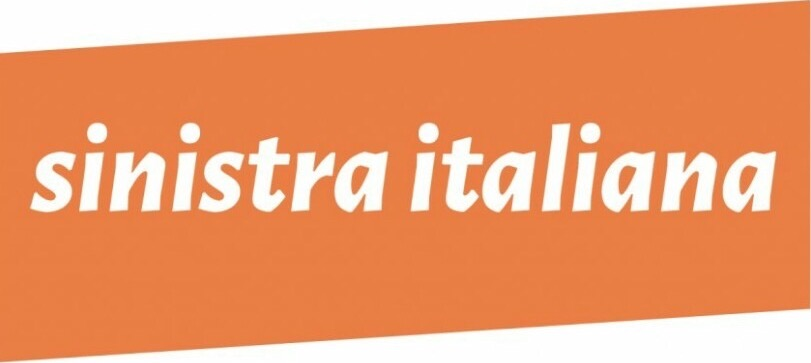
2015 ~ 2016년 로고
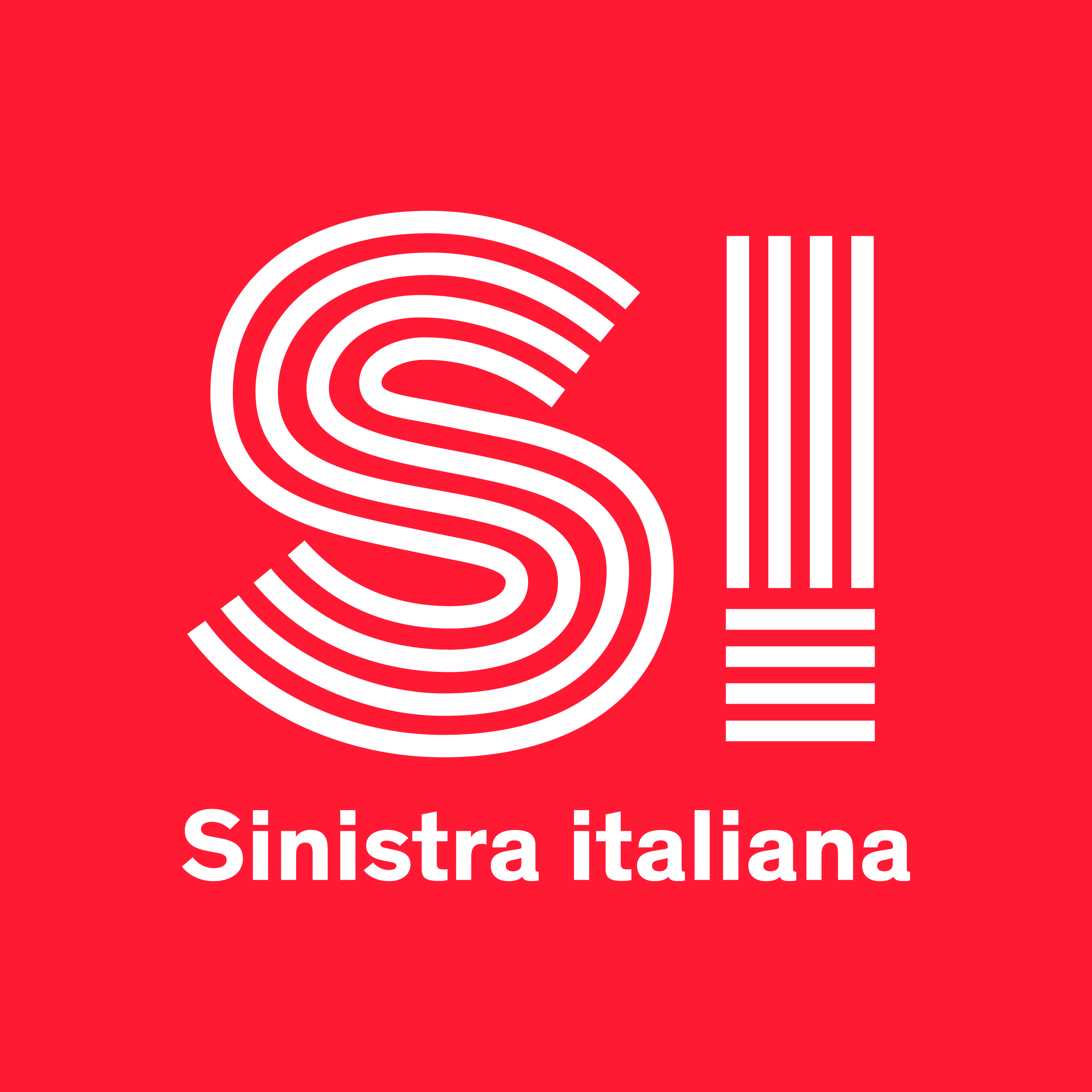
2016 ~ 2017년 로고
2017년부터의 로고